# Clastobasis stylata
Clastobasis stylata är en tvåvingeart som beskrevs av Loïc Matile 1993. Clastobasis stylata ingår i släktet Clastobasis och familjen svampmyggor.
Artens utbredningsområde är Nya Kaledonien. Inga underarter finns listade i Catalogue of Life.